# Inscryption
Inscryption ist ein von Daniel Mullins Games entwickeltes und von Devolver Digital vertriebenes Rogue-like Horror-Videospiel in Form eines Kartenspiels.
Inscryption ist ein Rogue-like-Spiel mit Mystery, Horror und Deckbau. Mit verschiedenen Werkzeugen, um Kartenpakete zu erstellen, wird gegen Gegner und Bosse auf einem Spielbrett mit verschiedenen Themen gekämpft, je nach Spielphase. Der größte Teil der Geschichte des Spiels wird durch Videos erzählt, die zwischen den einzelnen Spielabschnitten erscheinen, oder durch verschiedene Recherchen der Community anhand von Hinweisen aus dem Spiel und dem YouTube-Kanal von Lucky Carder.

## Spielprinzip
Das Spiel selbst ist in drei Akte unterteilt, in denen sich die Art des Kartenspiels ändert, aber die grundlegenden Regeln, wie das Kartenspiel gespielt wird, bleiben dieselben. Das Kartenspiel wird auf einem 3x4-Raster gespielt, das später im dritten Akt auf ein 3x5-Raster erweitert wird; der Spieler spielt seine Karten in die untere Reihe, während sein Gegner vorzeitig Karten in die obere Reihe spielt, die in der nächsten Runde automatisch in die mittlere Reihe verschoben werden.

## Entwicklung
Die Musik für das Spiel wurde von Jonah Senzel komponiert, der auch der Komponist des Videospiels Pony Island war.
Das Spiel begann als kleines Projekt, das Daniel Mullins während des Ludum Dare 43 Game Jams im Jahr 2018 entwickelte, bei dem das Thema „Opfer müssen gebracht werden“ lautete. Damals hatte Mullins wieder mit Magic: The Gathering angefangen und sich von der dortigen Opfermechanik beeinflussen lassen, um den Ansatz zu entwickeln, dass der Spieler Kreaturen opfert, um andere zu spielen. Diese Idee ging so weit, dass der Spieler virtuell auch Teile seines eigenen Körpers opferte, um das Spiel mit den daraus resultierenden negativen Effekten zu beeinflussen, z. B. durch das Opfern eines Auges, das sein Sichtfeld einschränken würde.
Eine physische Variante wurde in limitierter Auflage von Special Reserve Games vertrieben.

## Rezeption
Laut Metacritic hat das Spiel eine Bewertung von 87/100 Punkten. „Inscryption scheint ein sehr nischenhaftes Roguelite Deck-Building-Kartenspiel zu sein. Aber es ist so viel mehr. Es ist ein Muss für jeden Fan von experimentellen Videospielgeschichten.“ sagt CoGConnected.
Bis Januar 2022 hatte sich das Spiel mehr als eine Million Mal verkauft. Fans der Spiele haben daran gearbeitet, Elemente von Inscryption physisch zu replizieren.
| Award                             | Kategorie                                       | Resultat  | Ref    |
| --------------------------------- | ----------------------------------------------- | --------- | ------ |
| 18th British Academy Games Awards | Best Game                                       | Nominiert | [ 8 ]  |
| 18th British Academy Games Awards | Game Design                                     | Gewonnen  | [ 8 ]  |
| 18th British Academy Games Awards | Original Property                               | Nominiert | [ 8 ]  |
| 25th Annual D.I.C.E. Awards       | Game of the Year                                | Nominiert | [ 9 ]  |
| 25th Annual D.I.C.E. Awards       | Strategy/Simulation Game of the Year            | Nominiert | [ 9 ]  |
| 25th Annual D.I.C.E. Awards       | Outstanding Achievement for an Independent Game | Nominiert | [ 9 ]  |
| 25th Annual D.I.C.E. Awards       | Outstanding Achievement in Game Design          | Nominiert | [ 9 ]  |
| 25th Annual D.I.C.E. Awards       | Outstanding Achievement in Game Direction       | Nominiert | [ 9 ]  |
| 25th Annual D.I.C.E. Awards       | Outstanding Achievement in Story                | Nominiert | [ 9 ]  |
| The Game Awards 2021              | Best Independent Game                           | Nominiert | [ 10 ] |
| The Game Awards 2021              | Best Sim/Strategy Game                          | Nominiert | [ 10 ] |
| Game Developers Choice Awards     | Innovation Award                                | Nominiert | [ 11 ] |
| Game Developers Choice Awards     | Game of the Year                                | Gewonnen  | [ 11 ] |
| Independent Games Festival Awards | Seumas McNally Grand Prize                      | Gewonnen  | [ 11 ] |
| Independent Games Festival Awards | Excellence in Narrative                         | Gewonnen  | [ 11 ] |
| Independent Games Festival Awards | Excellence in Design                            | Gewonnen  | [ 11 ] |
| Independent Games Festival Awards | Excellence in Audio                             | Gewonnen  | [ 11 ] |